# ルミナスアーク2 ウィル
『ルミナスアーク2 ウィル』（Luminous Arc 2 Will）は、マーベラスエンターテイメントより発売された日本のシミュレーションRPGである。ニンテンドーDS用で、2008年5月15日に発売された。

## 概要
2007年2月に発売された『ルミナスアーク』の続編であり、ルミナスアークシリーズの第二作目。システムは前作のものをより発展させた形となっており、マップの移動や行動選択で物語を進行させる「アドベンチャーパート」と、アクティブターン制によるバトルを行う「バトルパート」で構成されている。
ゲームの舞台などについては前作と直接的な繋がりはないが、一部のキャラクターがゲストとして登場している。

## ストーリー
―魔女戦争　禁じられた戦いが始まる―
魔法という力が人々の生活と文明を支え繁栄する時代、女王による騎士団と、レヴ魔法協会により平和は保たれていた。しかし「魔力の衝突を禁ず」永きにわたり守られてきた規制が破られ、魔女同士の衝突による戦争が始まろうとしていた。魔法をより安全に、個人や固有の国家の所有物とすることなく管理してきた魔女機構「レヴ魔法協会」。その中から一人の反逆者、「氷影の魔女」ファティマを生むこととなったからである。魔女同士それぞれの思惑のもとレヴ魔法協会は崩壊しかかっていた。
一方魔法統治国家「カルナヴァ王国」は女王によって代々続いてきた。世界各地の人間が集まる、レヴ魔法協会を領内に抱き、学園国家として有名な国であった。しかしこの国にも魔女同士の衝突による影響が現れ出すこととなる。本来、魔法言語を発せないビーストが反逆者たる氷影の魔女とともに世界に挑み始めたのだ。ビーストによる被害が深刻化する中、カルナヴァ王国は魔法を簡単に使用する研究を密かに進めることとなる。そうして完成したのが、優れた素質を持つ者しか扱えない「ツール」であった。
ツールが完成し、見習い騎士ロランが幼馴染みの兄を迎えにラピス研究所へ向かったとき全てが動き出す。

## 新システム

### ラピスアーツ
ラピスアーツとは各キャラクターが3つまで身につけることのできる特殊な装飾品。
ラピスアーツには様々な力が宿っておりキャラクターを多彩に強化しカスタマイズすることができる。
入手経路は戦闘、Wi-Fi通信、クエストクリアなど。戦闘終了後に貰えるラピスのランクは章の境目で変化し、終盤にいくにつれ強力なラピスアーツが入手できるようになる。大まかに分けてステータスが上昇するもの、獲得物が増量するもの、付加効果が現れるものなどが存在する。

### エンゲージリンク
主人公であるロランはツールと融合している。その為、各地にいる魔女達とエンゲージ(契約)することにより能力を高めることができる。旅先で会う魔女達と意気投合したり、実力を認めさせたりすると、魔女が持つユナイトリングの力を使うことができるようになる。ユナイトリングにはその魔女が持つ能力が封印されており、巨大な魔法の力を解放することができる。
戦闘中、エンゲージした魔女が参戦している場合のみ一度使用でき、効果は数ターン持続する。エンゲージした魔女の司る魔法の一部が使えるようになる上、ステータスが上昇する。

### コピン星屑劇場
章の終わりに登場するルミナスアークシリーズの看板キャラクター「コピン」のサイドストーリー。DSの下画面で特定の場所をタッチするとそれぞれイラストが変化する。前作にてヴァネッサに使役されていた火コピンが主人公。

## キャラクター

### ロランと仲間達
ロラン（声：保志総一朗）
本作の主人公。女王騎士団に憧れ、兄のラッシュと共に厳格な父スタンによる特訓の日々を送る見習い少年騎士。素直で心優しい性格。男性でありながら生まれつき体内に強大な魔力を秘めている。
王都カルナヴァの星華祭の前夜祭の日にいつもの通り特訓を終えた後、ラッシュ、リーナと一緒にシュタイナーの研究所に行ったところでゴーレム使いであるジョジィの襲撃を受け、その時の騒動が原因となって「ツール」が手に融合してしまい、ルーンナイトの使命を背負うこととなる。
女王ソフィアからの勅命により氷影の魔女ファティマと対決を続ける中で、復活したマスター・マティアスの攻撃で致命傷を負ったスタンから自分がマティアスの息子だという驚愕の真実を知らされ、ショックに陥ってしまう。そして戦いを続けることに迷いを覚えるものの、アルティの言葉に励まされ、仲間を護るために戦うことを決意する。
その後マティアスと再戦し、その際禁断呪文を唱えて意識不明になってしまったアルティを救うため、マスターになることを決意し、ウインザード山の試練を乗り越えて見事にマスターとなる。
身長168cm。17歳。
アルティ（声：加藤英美里）
光の魔女の下で一人前の魔女となるため修行している、前向きで明るい性格を持つ見習い魔女。光の魔女の命を受けて、女王ソフィアの元へ親書を届けに来てロランと出会うこととなる。アヤノが拾ってきた子で、幼いころの記憶がない。フェザースタッフを用い、火の魔法を操る。魔女として高い素質を持つものの、「火の司の紋」に火の魔女として認められなかったため見習い魔女のままであった。しかし禁断魔法を見たときから姿を変える片鱗を見せ、白焔の魔女として認められることとなる。
身長154cm、バストサイズBカップ。16歳。
ディア（声：柚木涼香）
閃光の魔女の肩書きを持つ光を司る魔女。魔法組織のアカデミーの校長を務める。世を憂い、女王ソフィアに共闘を求むべくアルティに親書を託し派遣した張本人。豪快でいい加減な性格。「大体分かったよ」と言って分かっていないことも分かったことにする。しかしその反面、全ての魔女を統べる者としての責任感が強く、中盤まで重大な問題を一人で抱え込んでいた。教鞭を用い、光の魔法を操る。
身長164cm、バストサイズEカップ。24歳。
ルナルナ（声：野中藍）
慈水の魔女の肩書きを持つ水を司る魔女。真面目でのんびりとした性格。マイペースだが美味しい水のことになると人が変わる。定期的に水を飲まないと目を回し、倒れることもある。「のどが渇いた～」が口癖。仲間が行き詰まっていたり、困っていると美味しい水を振る舞って励ます。魔法言語を解読する道具「エニグマ」の使い手で、終盤ではエニグマを活用し活躍する。水の扇を用い、水の魔法を操る。
身長162cm、バストサイズFカップ。23歳。
ポプリ（声：今野宏美）
翠蘭の魔女の肩書きを持つ木を司る魔女。気持ちを口に出して言わないと気が済まない性格でよく仲間内で言い争いをする。優秀な魔法使いだが滅多に魔法を使わない。外見とは裏腹に怪力の持ち主であるため、木の魔法よりもハンマーによる打撃を得意とする。司の魔女の中では12歳と最年少。カニが好物であり、弟のフィルをけしかけてはカニ料理をつくらせている。影の弟想い。ハンマーを用い、木の魔法を操る。
身長142cm、バストサイズAカップ。14歳。
サティ（声：小林由美子）
舞風の魔女の肩書きを持つ風を司る魔女。魔法に関しては天才肌の魔女だが、マイペースでつかみ所がない性格をしている。長命で翼を持つ「翼の者」という亜人種の女性で、少女の外見とは不釣り合いな年齢をしている。マスター・マティアスとの戦いで唯一生き残った司の魔女でもある。唯一生き残ったが為にそれ以来他人との交流を避けており、雪山の頂上に住んでいた。トランペットを用い、風の魔法を操る。
身長152cm、バストサイズBカップ。?歳。
ラッシュ（声：高橋広樹）
ロランの兄。ロランと共に騎士を目指し、元騎士団長である厳格な父スタンのシゴキに耐え、日々訓練に励む騎士。豪快で細かいことを気にしない。その面ではディアと意気投合している。悩むロランを時に励ます。武器は槍。
身長174cm。19歳。
リーナ（声：福井裕佳梨）
ロランの幼馴染。ロランやラッシュと共にスタンの元で訓練に励んでいる。狩りの心得があり、ビーストに関して詳しい一面を持つ。極度の料理音痴で、ロランが失神するほど酷い料理をつくる。黒い炎で両親が死んだのを見たため、炎が苦手で、燃やされた街を見てフラッシュバックを起こしたこともある。武器は弓。
身長156cm、バストサイズCカップ。15歳。
フィル（声：白石涼子）
ポプリの弟。見習い僧侶。素直な性格で、姉ポプリの前ではおどおどしている。炊事洗濯、カニ獲りなどポプリにこき使われている。カニを獲りに行った際に、危険になったところをロラン一行に助けられ、それ以来ロランを「お師匠」と慕い旅に同行することとなる。戦闘能力は低く、主に回復役として立ち回る。武器は杖。
身長144cm。12歳。
キャパ（声：川田紳司）
彫刻、絵画、念写、多方面で活躍する天才芸術家としてカルナヴァ王国で名を広める人物。 同時に魔女雑誌の記者。熱狂的な魔女マニアで被写体としての魔女を追い求めている。魔女三人の3サイズを入手した際には大変な騒ぎになった。表向きは戦争の姿を念写として残したいという理由でロラン一行に同行することとなる。武器はギターボウガン。
身長170cm。24歳。
アヤノ（声：生天目仁美）
アルティの姉で魔法学校の理事長。実はアルティとは義理の姉妹で、他の魔法を無力化する「銀の魔法」を使う。影を奪われて不老不死となり4000年生きている。影を倒し、普通の人間に戻ることを望んでいる。
身長?cm、バストサイズDカップ。?歳。

### カルナヴァ王国
ソフィア（声：田中理恵）
カルナヴァ王国の女王。ロラン達に魔法学校に行くことを命じた張本人。
身長166cm、バストサイズFカップ。25歳。
ガストン（声：最上嗣生）
三大騎士の一人。スタンの盟友。
身長188cm。42歳。
リヒテル（声：梯篤司）
三大騎士の一人。
身長174cm。27歳。
シュタイナー（声：福山潤）
三大騎士の一人。リーナの兄でプライドが高く、ロランに『ツール』が適合したことに嫉妬している。
身長170cm。21歳。
スタン（声：中多和宏）
ラッシュの父でロランの義父。元騎士団長で、現在は王府訓練所の教官。
身長180cm。44歳。
レンドル（声：志村知幸）
カルヴァナ王国執政院の大臣の一人。魔法技術省の長官。
グリム（声：荻野晴朗）
カルヴァナ王国執政院の大臣の一人。情報省長官。
ブルーナ（声：吉開清人）
カルヴァナ王国執政院の大臣の一人。財務省長官。

### マスター・マティアス一味
マスター・マティアス（声：樋口智透）
かつてのマスター。人間の魂を吸い取る「魔剣レガ」を使おうとしたため、先代の司の魔女たちが命と引き換えに封印していた。
ファティマに闇の魔法を教えたのは彼で、自身も闇の魔法を使える。
「魔剣レガ」を使って使者の門をこじ開けようとしたが、門を開ける時バルバに殺される。
ファティマ（声：今井麻美）
氷影の魔女の肩書きを持つ闇を司る魔女。強い口調で相手を突き放すような言動が目立つ本作二人目のヒロイン。幼い頃、孤児院にいたのをマスター・マティアスに闇の魔女としての素質を見いだされる。その後レヴ魔法協会の魔女として在籍していたが、各属性を司る魔女達が名を連ねる魔法組織から脱盟し争いを続けている張本人。 天涯孤独で、闇魔法が使えるのが理由で他人に嫌われていた。しかしマスター・マティアスは隔てなく接した為、唯一の肉親のように考えている。マスターと意見の合わない主人公達とは対立することになる。アイスウィップを用い、闇の魔法を操る。
身長160cm、バストサイズEカップ。19歳。
ジョジィ（声：日野未歩）
歴代のマスターに仕えてきた猫の使い魔。現在はファティマと行動を共にしており、ゴーレムを使役する。
身長80cm。?歳。

### 盗賊団ロゼットロッソ
カレン（声：釘宮理恵）
ロゼットロッソの頭である少女。朱弾のカレンの二つ名を持つ。かつては大金持ちのお嬢様で、リーナが昔遊んでいた幼馴染。その目的は殺された父の仇を討つことで、手がかりとなる父親が作ったラピスティアを探し出すため、行く道に出会う魔女を手当たり次第に狙っていた。
身長158cm、バストサイズCカップ。16歳。
エース（声：箭内仁）
ロゼットロッソの一員で、千速のエースの二つ名を持つ。情報収集や偵察を得意とする。元々はカレンの家の使用人だった。
身長180cm。22歳。
ドンキー（声：原沢勝広）
ロゼットロッソの一員で、ねじ回しのドンキーの二つ名を持つ。異国の技術を利用し、様々なメカを作る。元々はカレンの父とラピスティアの研究をしていた。
身長160cm。22歳。

### ハウルビースト
バルバ（声：志村知幸）
狼男のような姿をしたハウルビーストの王。人間を滅ぼし、ハウルビーストの世界を作ろうとしている。
エリシア（声：藤村歩）
古代ナヴル時代、多くの人々を救った殿堂魔女。しかしその手段として禁じられた魔法に手を出した結果、魔力の暴走事故を引き起こすこととなり、ハウルビーストを生み続ける存在と成り果ててしまった。そのため古代人の手により、「死者の門」に封印されている。
身長154cm、バストサイズBカップ。?歳。

### 前作からのゲストキャラクター
アリス（声：木下鈴奈）
賢者パヤンの弟子として修行中の、見習い魔女。おとなしいがしっかり者で、テレスの双子の姉。
身長?cm、バストサイズAカップ。?歳。
テレス（声：永田依子）
賢者パヤンの弟子として修行中の、見習い魔女。明るく活発な性格で、アリスの双子の妹。
身長?cm、バストサイズAカップ。?歳。
セシル
ルミナス教の司祭の少女。その正体は前作での星影の魔女。本作ではユゴーのサポートを行っている。
ユゴー
ルミナス教の司祭で、教団の円卓機関の責任者。本作では何故かフェイタル温泉組合の組合長になっている。
ヴァネッサ
各地の温泉を襲う謎の魔女。

## 主題歌
- 『Unlimited World』 歌：KΛNΛ

作詞：三井ゆきこ　作曲：ISEPPE

## ラジオ
広報用のインターネットラジオ番組が公式サイトで配信されていた。
ルミナスあーくの秘密協会
パーソナリティ：今井麻美（ファティマ役）
配信期間：2007年11月 - 2008年1月、全6回
ルミナスあーくのHIME2協会
パーソナリティ：今井麻美（ファティマ役）、加藤英美里（アルティ役）
配信期間：2008年3月 - 2008年5月、全6回